# Карсская область
Ка́рс(с)кая о́бласть — административно-территориальная единица Российской империи (1878—1917 годы) в юго-западной части Закавказья. На севере граничила с Кутаисской (в 1878—1883 и 1903—1918 годах — с Батумской областью) и Тифлисской губерниями, на востоке — с Эриванской губернией, на юге — с Эрзерумским вилайетом Османской империи. Административный центр — город Карс.
В настоящее время на территории бывшей Карсской области расположены три турецкие провинции (ила): Карс, Эрзурум и Ардахан, а также часть Ширакской области Армении (бывший Амасийский район).

## Физико-географическая характеристика
Площадь — 16 473 кв. вёрст, или 18 646,6 км².
Рельеф в основном гористый; низменны только долины рек Аракса, Карс-чая и др. Горы (6—10 т. футов) образуют плато, покрытые пастбищами. Почва плодородна (выветрившиеся породы вулканического происхождения), бесплодные каменистые пространства незначительны.
Реки принадлежат бассейнам Куры, Аракса и Чороха, из них наиболее значительная — Аракс (в области около 140 вёрст), из озёр самое большое — Чылдыр (75 кв. вёрст) в северной части области на высоте 6522 футов.
Климат в основном суровый и только в глубоких долинах Аракса и Ольты-чая тёплый.

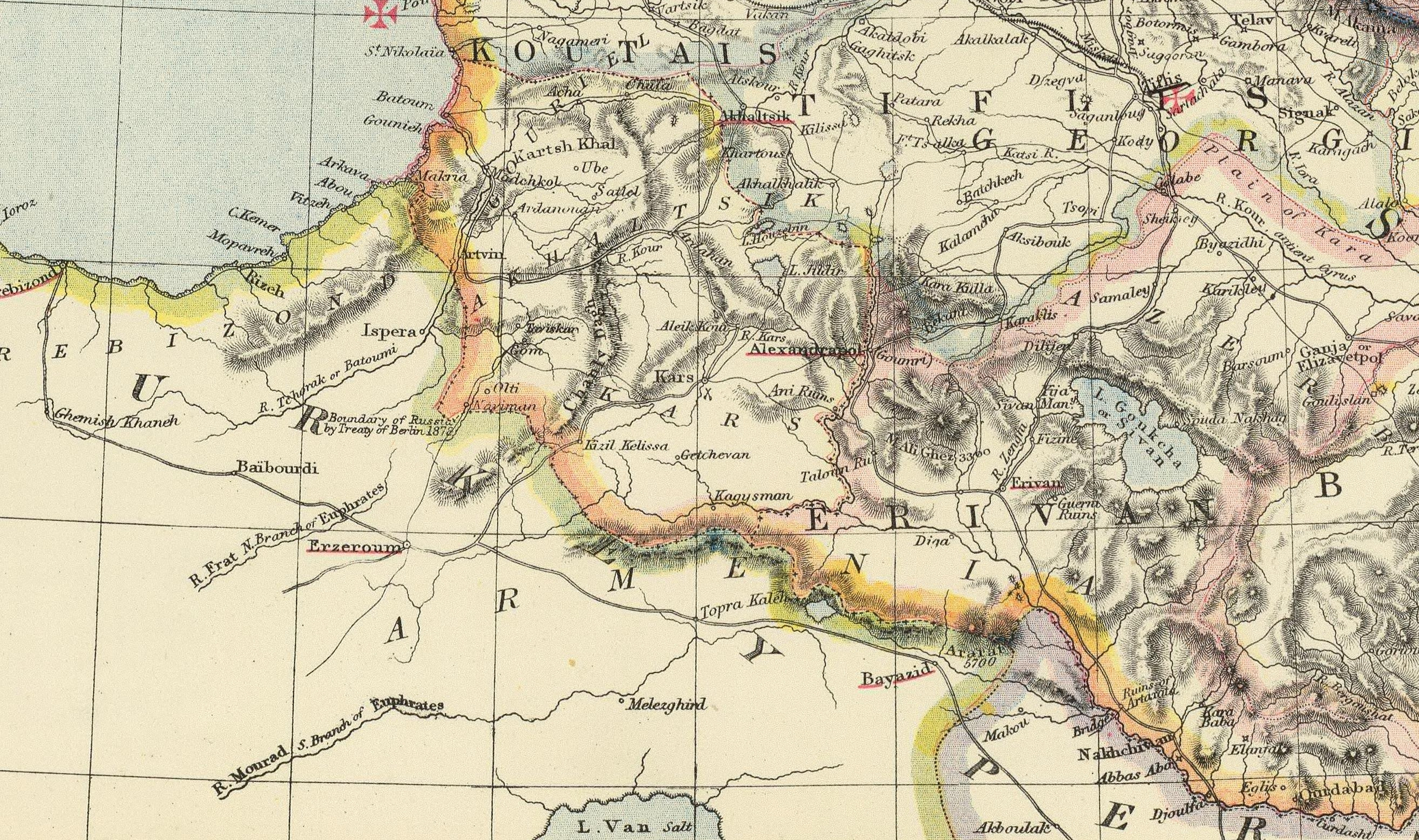
Карта 1883 года, включающая Карскую область и прилегающие провинции Российской империи и Османской Турции

## История
Карсская область была образована в 1878 году из земель Карсского и Чилдырского санджаков Османской империи, отошедших к России в результате русско-турецкой войны 1877—1878 годов и закреплённых за Россией по решению Берлинского конгресса 1878 года.
До завоевания этой области в XVI веке турками-османами часть её, расположенная в бассейне Аракса и Арпа-чая, принадлежала Армении (исторически гавар Вананд провинции Айрарат Великой Армении), а местности, лежащие в верховьях Куры и в бассейне Ольты-чая, входили в состав Грузии.
По Батумскому миру с Турцией от 4 июня 1918 года Республика Армения, провозглашённая в мае 1918 года в пределах Эриванской губернии и Карсской области, была вынуждена отказаться от территориальных претензий на Карсскую область.
По условиям Мудросского перемирия, ознаменовавшего поражение Турции в войне, турецкие войска должны были покинуть территорию Закавказья, в том числе Карсскую область. Перед эвакуацией, однако, османская администрация для сохранения турецкого влияния успела создать марионеточное государство — Юго-Западная Кавказская Демократическая Республика.
В апреле 1919 года регион оккупировали подразделения британской армии. Британская администрация первоначально фактически поддержала власти самопровозглашённой республики. Перекрыв все дороги, британские войска не позволили миллиону армянских беженцев, спасшихся весной 1918 года на территории Восточной Армении от турецкого наступления, вернуться в свои дома. Вскоре, однако, британцы пересмотрели своё отношение к мусульманским устремлениям. Их отношение к Карсской республике резко изменилось, после того как её вооружённые формирования с целью расширения своей территории вторглись в контролируемые Грузией районы Ахалкалаки и Ахалцихе. 10 апреля руководители Карсской республики были арестованы и сосланы. После этого территория Карсской области была разделена британской администрацией между Арменией и Грузией. Ожесточённые бои на территории Карсской области, однако, продолжались всё лето. Успех в конечном счёте сопутствовал армянским войскам, которым противостояли курдские и тюркские племена, усиленные турецкими военнослужащими и зачастую действовавшие под непосредственным командованием турецких офицеров. Одержав ряд побед, к сентябрю 1919 года Армения восстановила контроль над большей частью территории Карсской области, за исключением контролируемой Грузией северной части района Ардаган и охраняемого британской администрацией района Ольты.
После окончания Второй мировой войны, И. В. Сталин предпринял попытку включения Карсской области в состав СССР и восстановления границы Российской империи с Турцией 1878 года, поддержанную высшим духовенством Грузии и Армении, но не увенчавшуюся успехом.

## Население
После русско-турецкой войны 1828−29 годов значительная часть армянского населения Карсского пашалыка , общим числом 2 464 семейств (ок. 15 000 человек) переселились на присоединенные к России территории Восточной Армении, при этом жители города Карса числом 600 семейств (ок. 3 600 чел.) поселились в Кумайри (с 1837 года — Александрополь), опустевшие армянские селения заселились мусульманами .
В 1878 году мусульмане составляли уже 75 % населения области. Примерно 75 тысяч из них, в течение следующих двух лет, нашли убежище на территории Османской империи. Покинутые ими земли были заселены русскими сектантами и армянами, бывшими подданными Турции, которые продолжали пересекать границу.

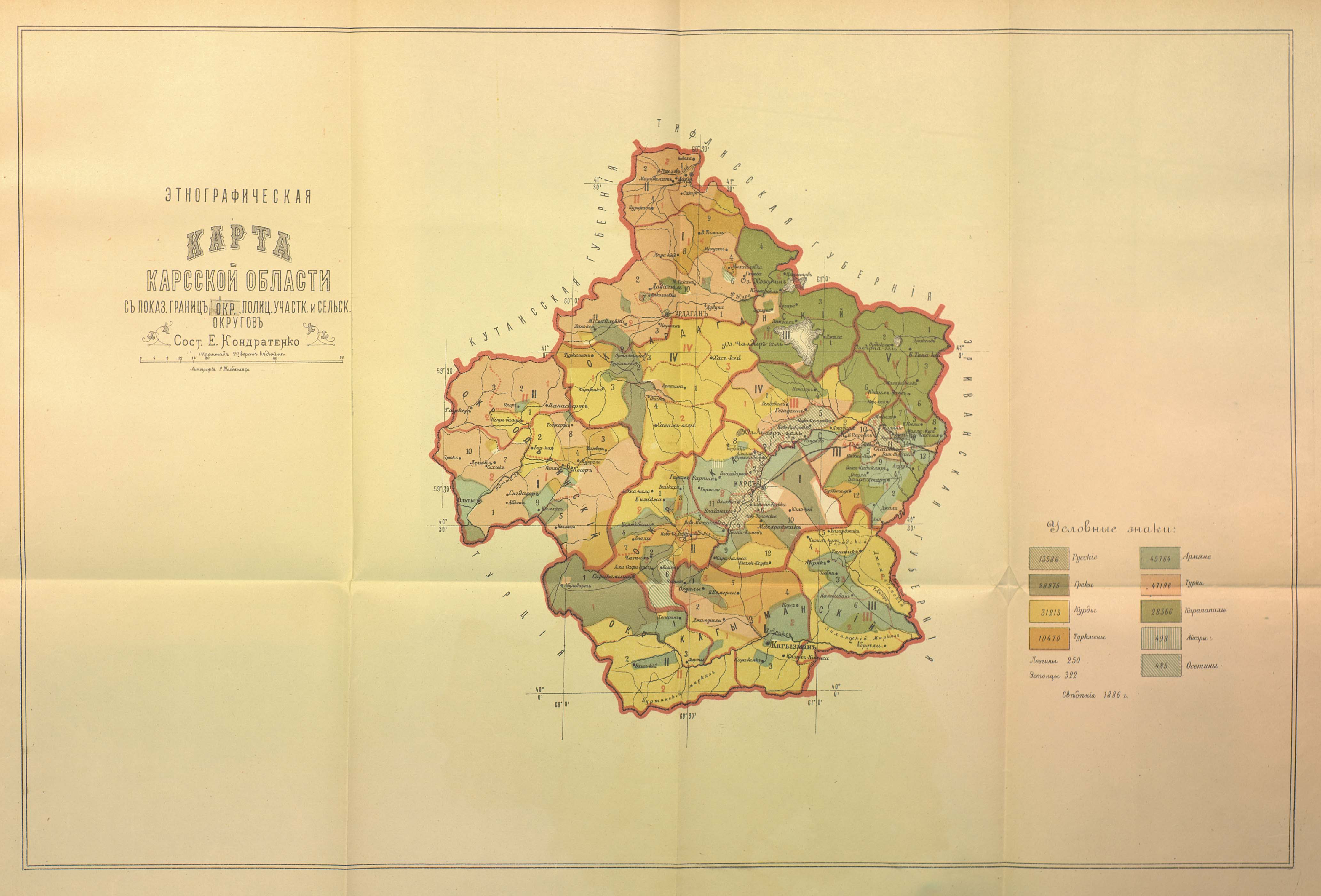
Этнографическая карта Карсской области 1902 года
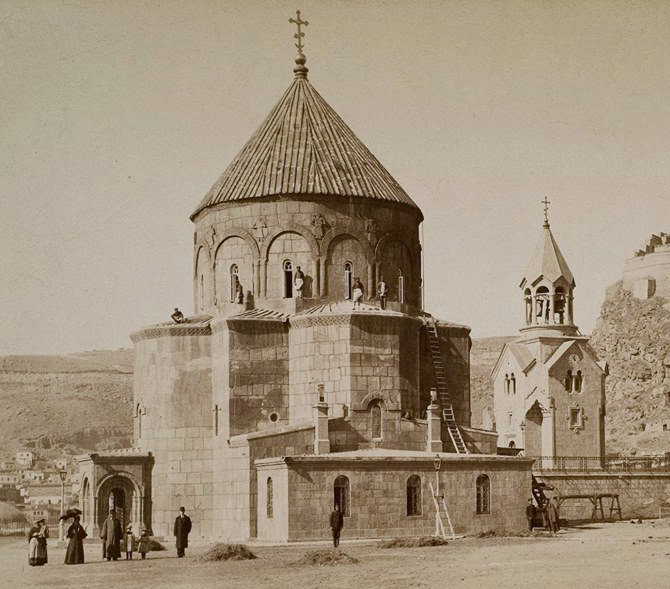
Армяне у стен древнего Армянского Кафедрального Собора X века в городе Карс. Фотография 1905 года

Согласно ЭСБЕ население уезда в 1892 году составляло 200 868 человек.
Данные согласно первой всеобщей переписи населения Российской империи 1897 года Основными занятиями населения области являлись: земледелие и скотоводство, добывающая промышленность, военная служба, обрабатывающая промышленность (пошив одежды и изготовление обуви, обустройство и ремонт жилищ, частная служба и т. д.), торговля (в основном продуктами сельского хозяйства) и т. д..
По результатам переписи, в области в целом проживали 290 654 человек, 13,02 % или 37 838 человек являлись городскими жителями. В административном центре области — городе Карс армяне составляли 49,6 % от общего числа жителей.
В 1879—1882 годах в Карсскую область переселились езиды из Баязетского пашалыка Турции под руководством Омар-аги Ибрагим-ага-оглы. В области насчитывалось 14 езидских деревень, которые находились в Кагызманском округе.
В 1913 году население области составляло 377 200 человек.

### Национальный состав
| Год  | Уезд            | Армяне           | Турки            | Курды (включая Езидов) | Греки            | Карапапахи       | Великорусы (русские), малорусы (украинцы), белорусы | Туркмены       | Поляки         | Татары (азербайджанцы) | Евреи          | Литовцы      | айсоры (ассирийцы) | Персы        | Грузины      | Осетины      | Эстонцы      | Аварцы и даргинцы | Немцы        | Башкиры      | Остальные    |
| ---- | --------------- | ---------------- | ---------------- | ---------------------- | ---------------- | ---------------- | --------------------------------------------------- | -------------- | -------------- | ---------------------- | -------------- | ------------ | ------------------ | ------------ | ------------ | ------------ | ------------ | ----------------- | ------------ | ------------ | ------------ |
| 1892 | 200 868         | 43 187 (21,5 %)  | 48 208 (24 %)    | 30 130 (15 %)          | 27 117 (13,5 %)  | 29 126 (14,5 %)  | 14 061 (7,0 %)                                      | 10 043 (5,0 %) | ---            | ---                    | ---            | ---          | ---                | ---          | ---          | ---          | ---          | ---               | ---          | ---          | ---          |
| 1897 | Область в целом | 73 406 (25,26 %) | 63 547 (21,86 %) | 42 968 (14,78 %)       | 32 593 (11,21 %) | 29 879 (10,28 %) | 27 856 (9,58 %)                                     | 8 442 (2,9 %)  | 3 243 (1,12 %) | 2 347 (0,81 %)         | 1 138 (0,39 %) | 892 (0,31 %) | 585 (0,2 %)        | 568 (0,2 %)  | 526 (0,18 %) | 520 (0,18 %) | 455 (0,16 %) | 448 (0,15 %)      | 430 (0,15 %) | 207 (0,07 %) | 604 (0,21 %) |
| 1897 | Ардаганский     | 1 918 (2,92 %)   | 28 047 (42,65 %) | 12 565 (19,11 %)       | 7 839 (11,92 %)  | 7 874 (11,97 %)  | 2 357 (3,58 %)                                      | 4 328 (6,58 %) | 207 (0,31 %)   | 37 (0,06 %)            | 113 (0,17 %)   | 45 (0,07 %)  | ---                | 137 (0,21 %) | 137 (0,21 %) | 47 (0,07 %)  | ---          | 27 (0,04 %)       | 30 (0,05 %)  | 1 (<0,01 %)  | 54 (0,08 %)  |
| 1897 | Кагызманский    | 21 648 (36,55 %) | 5 172 (8,73 %)   | 17 733 (29,94 %)       | 7 245 (12,23 %)  | 2 (<0,01 %)      | 4 085 (6,90 %)                                      | 659 (1,11 %)   | 895 (1,51 %)   | 867 (1,46 %)           | 270 (0,46 %)   | 236 (0,40 %) | ---                | 70 (0,12 %)  | 61 (0,1 %)   | 10 (0,02 %)  | 31 (0,05 %)  | 31 (0,05 %)       | 99 (0,17 %)  | ---          | 116 (0,2 %)  |
| 1897 | Карсский        | 46 715 (34,83 %) | 10 609 (7,91 %)  | 9 165 (6,83 %)         | 14 805 (11,04 %) | 22 002 (16,4 %)  | 20 376 (15,19 %)                                    | 2 456 (1,83 %) | 2 093 (1,56 %) | 1 439 (1,07 %)         | 755 (0,56 %)   | 611 (0,46 %) | 585 (0,44 %)       | 317 (0,24 %) | 308 (0,23 %) | 401 (0,30 %) | 424 (0,32 %) | 371 (0,28 %)      | 294 (0,22 %) | 206 (0,15 %) | 210 (0,16 %) |
| 1897 | Ольтинский      | 3 125 (9,91 %)   | 19 719 (62,56 %) | 3 505 (11,12 %)        | 2 704 (8,58 %)   | 1 (<0,01 %)      | 1 038 (3,29 %)                                      | 999 (3,17 %)   | 48 (0,15 %)    | 4 (0,01 %)             | ---            | ---          | ---                | 44 (0,14 %)  | 20 (0,06 %)  | 62 (0,20 %)  | ---          | 19 (0,06 %)       | 7 (0,02 %)   | ---          | 224 (0,71 %) |

### Религиозный состав
Данные согласно первой всеобщей переписи населения Российской империи 1897 г.
- Мусульмане[Комм. 2] — 145 852 (50,18 %),
- Армяне (ААЦ)[Комм. 3] — 71 123 (24,47 %),
- Православные — 49 295 (16,96 %),
- Старообрядцы и нерелигиозные — 12 420 (4,27 %),
- Римско-католики — 4 373 (1,5 %),
- Армяне-католики — 1 844 (0,63 %),
- Протестанты — 1 208 (0,42 %),
- Иудеи — 1 204 (0,41 %),
- Остальные (христиане и нехристиане) — 9 (< 0,01 %) и 3 326 (1,14 %).

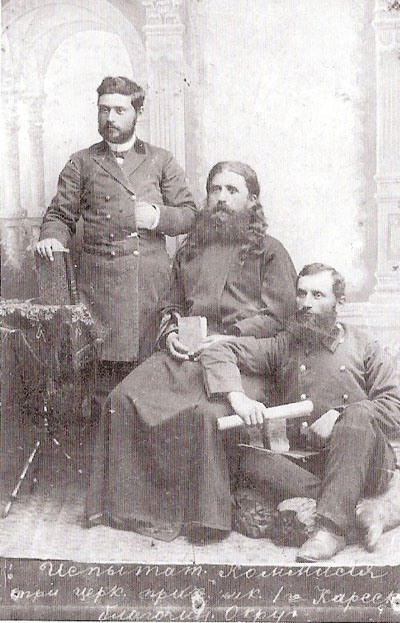
Греческие общественные деятели в Карсской области

## Органы власти

### Административное деление
В конце XIX — начале XX вв. область делилась на 4 округа (административное деление сохранилось до распада Российской империи):
| № | Округ        | Окружной город, население, чел. | Окружной город, население, чел. | Окружной город, население, чел. | Площадь, вёрст² | Население, чел. | Население, чел. |
| - | ------------ | ------------------------------- | ------------------------------- | ------------------------------- | --------------- | --------------- | --------------- |
|   |              |                                 | 1897                            | 1913                            |                 | 1897            | 1913            |
| 1 | Ардаганский  | Ардаган                         | 4 142                           | 2 349                           | 4959,5          | 65 763          | 82 600          |
| 2 | Кагызманский | Кагызман                        | 10 518                          | 9 783                           | 3881,4          | 59 230          | 75 000          |
| 3 | Карсский     | Карс                            | 20 805                          | 22 408                          | 5189,2          | 134 142         | 137 100         |
| 4 | Ольтинский   | Ольты                           | 2 373                           | 2 679                           | 2600,6          | 31 519          | 38 600          |

### Начальники области
| Ф. И. О.                  | Титул, чин, звание | Время замещения должности |
| ------------------------- | ------------------ | ------------------------- |
| Попко Иван Диомидович     | генерал-майор      | 01.11.1877—08.06.1878     |
| Франкини Виктор Антонович | генерал-лейтенант  | 08.06.1878—27.10.1878     |

### Военные губернаторы
| Ф. И. О.                             | Титул, чин, звание | Время замещения должности |
| ------------------------------------ | ------------------ | ------------------------- |
| Франкини Виктор Антонович            | генерал-лейтенант  | 27.10.1878—01.04.1881     |
| Гросман Александр Игнатьевич         | генерал-майор      | 01.04.1881—05.10.1883     |
| Томич Пётр Иванович                  | генерал-лейтенант  | 05.10.1883—22.04.1898     |
| Одинцов Дмитрий Александрович        | генерал-майор      | 17.05.1898—20.07.1899     |
| Самойлов Алексей Александрович       | генерал-майор      | 26.01.1900—01.12.1906     |
| Бабич Михаил Павлович                | генерал-лейтенант  | 01.12.1906-03.02.1908     |
| Вольский Сигизмунд Викторович        | генерал-майор      | 12.03.1908-23.06.1908     |
| фон Паркау Пётр-Эммануил Фридрихович | генерал-лейтенант  | 23.06.1908—12.07.1912     |
| Подгурский Алексей Дмитриевич        | полковник          | 12.07.1912—1915           |
| Сущинский Александр Ильич            | генерал-майор      | 1915—1917                 |

### Помощник начальника области
| Ф. И. О.                | Титул, чин, звание | Время замещения должности |
| ----------------------- | ------------------ | ------------------------- |
| Едигаров, Ассадулла-бек | подполковник       | 01.11.1877—15.08.1878     |

### Помощники военного губернатора
| Ф. И. О.                          | Титул, чин, звание | Время замещения должности |
| --------------------------------- | ------------------ | ------------------------- |
| Петандер Тиудольф Юлий Густавович | генерал-майор      | 25.11.1878—18.05.1879     |
| Печковский Андрей Феликсович      | полковник          | 01.08.1879—01.07.1883     |
| Головков Тимофей Давыдович        | генерал-майор      | 19.06.1899                |
| Гашимбеков Алияр-бек              | генерал-майор      |                           |

## Экономика
Согласно Энциклопедическому словарю Брокгауза и Ефрона, население области занималось преимущественно земледелием и скотоводством, за исключением курдов и части туркмен, которые вели полукочевой образ жизни и занимались главным образом скотоводством.
Главные культуры — пшеница и ячмень, занимавшие в 1892 году 58 % и 38 % посевных площадей соответственно. Выращивались также рожь, кукуруза и в незначительных количествах просо, картофель, чечевица, лён, фасоль, хлопок, рис, клещевина, табак, люцерна. Обилие подножных кормов способствовало развитию скотоводства; главным образом им занимались курды, туркмены и русские переселенцы. Садоводство было развито крайне слабо, исключительно в долинах Аракса, Ольты-чая и Поцхови.
Фабрично-заводская промышленность находилась на весьма низкой степени развития и была сосредоточена преимущественно в г. Карсе. Из полезных ископаемых разрабатывалась только каменная соль, добываемая в окрестностях Кагызмана и Ольт.

## Транспорт
К 1880 году была закончена шоссейная дорога Александрополь — Карс протяжённостью 89 км. Что касается железнодорожной ветки, то её прокладка имела важное военно-политическое значение. В марте 1894 года особое совещание под председательством военного министра П.С. Ванновского постановило: «Произвести в 1894 году окончательные изыскания для соединения Тифлиса с Kaрсом и Эриванью и приступить в 1895 году к постройке означенных линий». Документ был одобрен императором Александром III. Непосредственно сооружение железной дороги с пропускной способностью до 15 пар поездов в сутки проводилось на основании Высочайше утверждённого (уже Николаем II) Положения от 12 мая 1895 года. В 1899 году станция Карс Закавказской железной дороги была открыта.

## Культура и образование
Местная газета «Карс» выходила на русском языке. В Карсской области реальные училища и начальные школы были открыты в 1898 г.
В Карсе располагалась Церковь святых апостолов (X век), ныне переделанная в мечеть. Также в центре области располагалась церковь Александра Невского 154 Дербентского полка.

### Геральдика

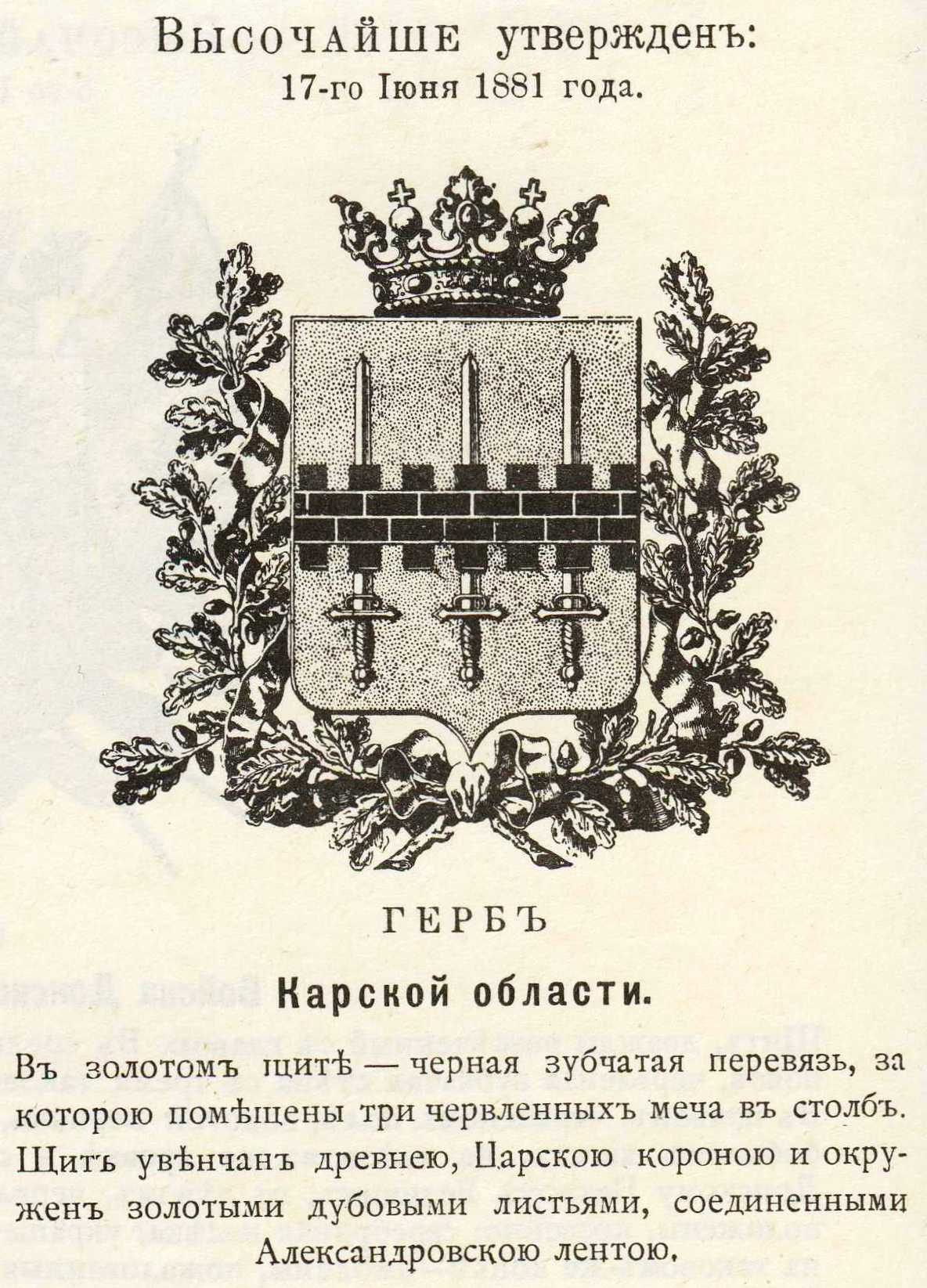
Герб области с оф.описанием (Винклер, 1899)
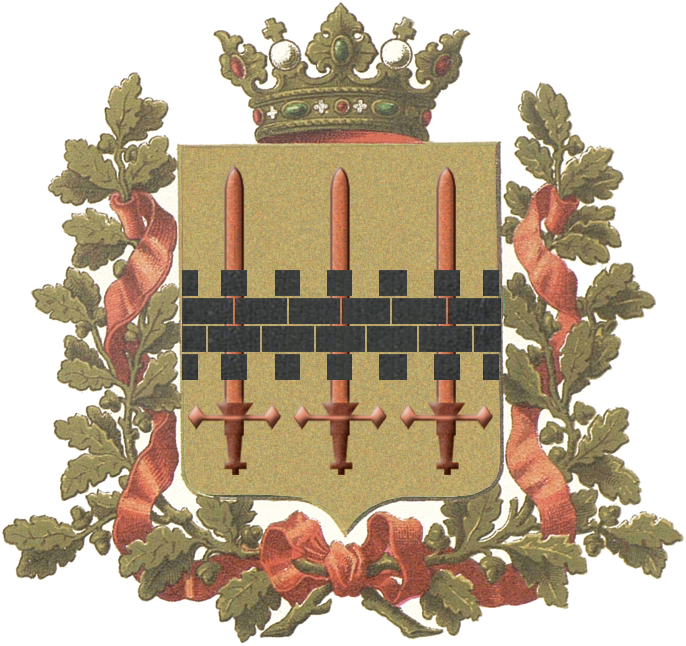
Современный рисунок герба области (2000-е годы)

## Известные уроженцы
- Курдоев, Канат Калашевич — отечественный востоковед.
- Бабаян, Амаяк Григорьевич — генерал-майор, Герой Советского Союза
- Кромиади, Константин Григорьевич — военачальник, участник Гражданской войны, полный Георгиевский кавалер, полковник РОА, один из создателей Русской Национальной Народной Армии (РННА).
- Триандафиллов Владимир Кириакович — советский военачальник, известный военный теоретик.
- Никос Никитидис — греческий военный лётчик и коммунист, участник Греко-итальянской войны, командир соединений Народно-освободительной армии Греции и Демократической армии Греции,
- Салычев, Степан Васильевич — советский военачальник, генерал-майор.